# Diva (magazine)
Pour les articles homonymes, voir Diva.
Diva est le principal magazine lesbien au Royaume-Uni. Il fut lancé en 1994 par la société Millivres Prowler Group Ltd., qui produit également l'équivalent masculin, le magazine Gay Times.